# Бягство от планетата Земя
Бягство от планетата Земя е американски компютърно-анимационен филм от 2013 година на студио Weinstein company.

## Сюжет
Скорч Супернова (Брендън Фрейзър) е астронавт на планетата Бааб. Един ден, той решава да отпътува към планетата Земя, но неговият брат Гари (Роб Кордри) му забранява. Двамата се скарват и Скорч потегля. Когато пристига, той бива отвлечен от хора и отнесен в зона 51. Тревожейки се за него, Гари потегля също. Обаче, когато пристига, той също е заловен. Там той измисля план, как да избягат с брат му.

## Персонажи
Скорч-астронавт на планета Бааб. Той е винаги готов за действие. Озвучен е от Брендън Фрейзър.
Гари е по-големият брат на Скорч. Обаче всички смятат, че е по-малък, тъй като е по-нисък и по-слаб. Той е високо интелигентен. Озвучен е от Роб Кордри.
Кира е съпругата на Гари. Навремето е работела в БАСА. Тя е смела и грижовна. Озвучена е от Сара Джесика Паркър.
Кип е син на Гари и Кира, и племенник на Скорч. Той силно се възхищава на чичо си и мечтае да стане като него. Затова често го имитира. Озвучен е от Джонатан Морган Хийт.
генерал Шенкър пленява извънземни, за да изобретяват неща, с които да прави сделки. С Лена имат връзка, но той не я обича. Озвучен е от Уилям Шатнър.
Лена е шефът на БАСА. Тя е изпратила Скорч на Земята нарочно, за да бъде заловен от генерал Шенкър. Озвучена е от Джесика Алба.
Док е подобно на мишка извънземно, затворено в зона 51. Той е психотерапевт. Озвучен е от Крейг Робинсън.
Търман е подобно на плужек извънземно с 3 очи и 4 ръце. Също затворник в зона 51. Озвучен е от Джордж Лопес.
Айо е грамадно еднооко извънземно. Тя е избухлива и работи по контрола на гнева си. Озвучена е от Джейн Линч
Габи Бабълброк е репортерка на планета Бааб. Влюбена е в Скорч и в края на филма, се женят. Озвучена е от София Вергара.